# Acanthella cavernosa
Acanthella cavernosa är en svampdjursart som beskrevs av Arthur Dendy 1922. Acanthella cavernosa ingår i släktet Acanthella och familjen Dictyonellidae. Inga underarter finns listade i Catalogue of Life.